# 特選街
『特選街』（とくせんがい）は、マキノ出版から発売されていた商品情報誌。
1979年３月に創刊され、2021年11月号（9月発売）をもって休刊となった。休刊時は定価630円(税別)。判型はB5判。毎月3日に発売されていた。

## 概要
男性をメインターゲットにオーディオ＆ビジュアル、カメラ、自動車、パソコン、携帯電話、スマートフォン、生活家電など家電機器の解説を掲載。専門家が商品やサービスを比較・検証を行い消費者に選択肢を提案していた。
J-CASTニュースの取材によれば、「コロナ禍での売り上げ部数の低迷」が休刊の背景にあると編集部は語っている。
最終号の21年11月号（9月発売）では、「休刊号！43年間のご愛読ありがとうございました！」の文字が表示に綴られた。
雑誌休刊後は、同社によるウェブサイト「特選街Web」にて情報が発信されているが、「特選街Web」の各権利は、2023年5月10日にマキノ出版からブティック社へ譲渡された。
同年7月から、ゲッカヨ編集室が参画し、「特選街Web」は更新を再開している。

## 連載コーナー
以下、休刊号の時点で連載されていたコーナー。
- 目指せ！家電選びの達人（監修：中村剛）
- 備えておきたい！ 防災アイテム（解説：危機管理アドバイザー・国崎信江）
- 旬ネタ インフォメーション
- 今月の新製品
- 愛読者プレゼント
- 絶品！ 無料スマホアプリ
- "スゴ腕"家電ファイル（滝田勝紀）
- Viva! モノクロ写真（写真・文：大浦タケシ）
- 知っておきたい スマートフォン用語辞典（解説：福多利夫）
- Q&Aフォーラム